# فرانک جارویس
فرانک جارویس (انگلیسی: Frank Jarvis؛ ۳۱ اوت ۱۸۷۸ – ۲ ژوئن ۱۹۳۳) ورزشکار دو و میدانی اهل ایالات متحده آمریکا بود. او در بازی‌های المپیک ۱۹۰۰ با زمان ۱۱:۰۰ ثانیه مقام نخست و مدال طلا را به‌دست آورد.